# Ilona Mononen
Ilona Mononen, född den 18 december 2003, är en finländsk friidrottare som tävlar i medel- och långdistanslöpning.

## Karriär
Vid junior-EM 2021 tog hon guld på 3 000 meter. Vid U23-EM 2025 tog hon guld på 3 000 meter hinder.